# Марри (тауншип, Миннесота)
Марри (англ. Murray) — тауншип в округе Марри, Миннесота, США. На 2000 год его население составило 204 человека.

## География
По данным Бюро переписи населения США площадь тауншипа составляет 91,9 км², из которых 89,5 км² занимает суша, а 2,4 км² — вода (2,59 %).

## Демография
По данным переписи населения 2000 года здесь находились 204 человека, 82 домохозяйства и 61 семья.  Плотность населения —  2,3 чел./км².  На территории тауншипа расположено 137 построек со средней плотностью 1,5 построек на один квадратный километр. Расовый состав населения: 98,53 % белых, 0,49 % афроамериканцев, 0,49 % азиатов и 0,49 % приходится на две или более других рас. Испанцы или латиноамериканцы любой расы составляли 0,49 % от популяции тауншипа.
Из 82 домохозяйств в 31,7 % воспитывались дети до 18 лет, в 70,7 % проживали супружеские пары, в 1,2 % проживали незамужние женщины и в 25,6 % домохозяйств проживали несемейные люди. 23,2 % домохозяйств состояли из одного человека, при том 8,5 % из — одиноких пожилых людей старше 65 лет. Средний размер домохозяйства — 2,49, а семьи — 2,90 человека.
25,0 % населения — младше 18 лет, 4,9 % — в возрасте от 18 до 24 лет, 18,6 % — от 25 до 44, 37,3 % — от 45 до 64, и 14,2 % — старше 65 лет. Средний возраст — 46 лет. На каждые 100 женщин приходилось 110,3 мужчин.  На каждые 100 женщин старше 18 приходилось 118,6 мужчин.
Средний годовой доход домохозяйства составлял 42 361 доллар, а средний годовой доход семьи —  46 875 долларов. Средний доход мужчин —  28 750  долларов, в то время как у женщин — 21 667. Доход на душу населения составил 30 562 доллара. За чертой бедности находились 3,3 % семей и 4,8 % всего населения тауншипа, из которых 5,1 % младше 18 и 6,5% старше 65 лет.